# Timotimius titanotus
Timotimius titanotus är en bladmossart som beskrevs av William Russell Buck 1999. Timotimius titanotus ingår i släktet Timotimius och familjen Sematophyllaceae. Inga underarter finns listade i Catalogue of Life.